# 12762 Nadiavittor
12762 Nadiavittor è un asteroide della fascia principale. Scoperto nel 1993, presenta un'orbita caratterizzata da un semiasse maggiore pari a 3,1622177 UA e da un'eccentricità di 0,1836521, inclinata di 14,58614° rispetto all'eclittica.